# Dariusz Gil (pływak)
Dariusz Gil (ur. 5 października 1962 w Chełmnie, zm. 25 kwietnia 2025) – polski pływak, mistrz i reprezentant Polski.

## Życiorys
Treningi pływackie rozpoczął w szkole podstawowej w barwach Stali Mielec. W 1977 rozpoczął naukę w Szkole Mistrzostwa Sportowego w Raciborzu, od 1981 był studentem Akademii Wychowania Fizycznego we Wrocławiu i zawodnikiem WKS Śląsk Wrocław, od 1983 studentem Akademii Wychowania Fizycznego i Sportu w Gdańsku i zawodnikiem AZS Gdańsk. W 1985 przerwał studia z przyczyn rodzinnych i powrócił do Mielca.
Pierwsze sukcesy juniorskie odniósł w 1977, zdobywając srebrny medal Ogólnopolskiej Spartakiady Młodzieży na dystansie 400 metrów stylem dowolnym i brązowy medal zimowych mistrzostw Polski juniorów na dystansie 1500 metrów stylem dowolnym.
Na mistrzostwach Polski seniorów na basenie 50-metrowym zdobył indywidualnie dziewięć medali: złote na 100 metrów stylem dowolnym, 200 metrów stylem dowolnym i 400 metrów stylem dowolnym w 1980, srebrne na 400 metrów stylem dowolnym i 1500 metrów stylem dowolnym w 1978, srebrne na 100 metrów stylem dowolnym i 200 metrów stylem dowolnym w 1983, brązowe na 200 metrów stylem dowolnym w 1978 i 1982.
Na mistrzostwach Polski seniorów na basenie 25-metrowym zdobył indywidualnie czternaście medali: złoty na 1500 metrów stylem dowolnym w 1980, złoty na 400 metrów stylem dowolnym w 1981, złoty na 200 metrów stylem dowolnym w 1983, złoty na 100 metrów stylem dowolnym w 1984, srebrne na 200 metrów stylem dowolnym w 1981, 1982 i 1984, srebrne na 400 metrów stylem dowolnym w 1982 i 1983, brązowy na 400 metrów stylem dowolnym w 1978, brązowy na 1500 metrów stylem dowolnym w 1978 i 1981, brązowy na 100 metrów stylem dowolnym w 1981 i brązowy na 200 metrów stylem motylkowym w 1981.
Był rekordzistą Polski seniorów na basenie 50-metrowym na dystansie 200 metrów stylem dowolnym wynikiem 1:56,67 (31 lipca 1980), z drużyną AZS AWF Gdańsk poprawił 14 lipca 1983 rekord Polski w sztafecie 4 x 100 metrów stylem dowolnym (basen 50 metrów), wynikiem 3:37,21.
Reprezentował Polskę na mistrzostwach świata seniorów w 1978 (odpadł w eliminacjach wyścigów na 200, 400 i 1500 metrów stylem dowolnym).
Po zakończeniu kariery sportowej pracował jako instruktor pływania, w latach 1993-2000 prowadził prywatną siłownię, był trenerem Bobrów Dębica, od 2009 pracował jako instruktor w MOSiR Mielec.